# Cincinnati Southern Railway

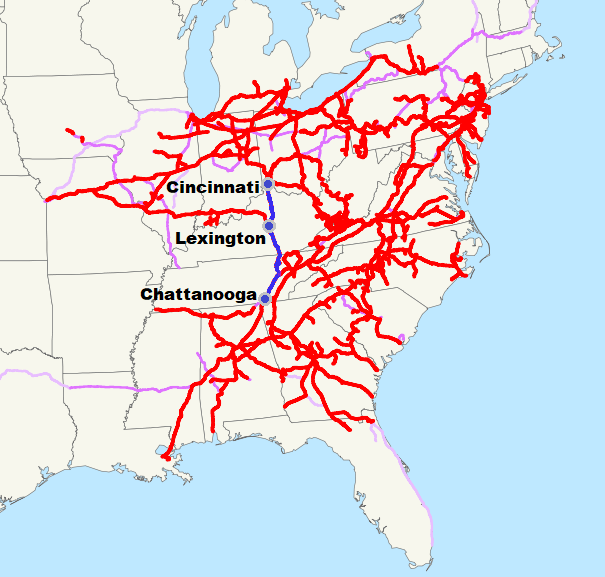
Die Cincinnati Southern Railway (blau) ist Teil des Streckennetzes der Norfolk Southern Railway (rot)

Die Cincinnati Southern Railway ist eine amerikanische Eisenbahngesellschaft. Die Gesellschaft ist im Besitz der Stadt Cincinnati und wird durch Treuhänder verwaltet. Die Bahnstrecke und das sonstige Vermögen ist derzeit an die Norfolk Southern verpachtet.
Durch die Fertigstellung der Louisville and Nashville Railroad war Cincinnati in einem Wettbewerbsnachteil gegenüber der ebenfalls am Ohio River gelegenen Stadt Louisville geraten. Die Stadt Cincinnati war deshalb bestrebt eine Bahnstrecke nach Süden von Cincinnati nach Chattanooga zu errichten. Die Gesellschaft wurde schließlich am 26. Juni 1869 gegründet, nachdem einige rechtliche Schwierigkeiten beseitigt worden waren. Durch die Bürger der Stadt wurde eine Summe von 16 Millionen Dollar zum Bau der Strecke genehmigt.
Am 21. Juli 1877 wurde die 257 Kilometer lange Strecke bis Somerset (Kentucky) und am 12. Februar 1880 bis Chattanooga mit insgesamt 547 Kilometer fertiggestellt. Dabei übernahm man auch die Strecke der Cincinnati, Lexington and East Tennessee Railroad zwischen Lexington und Nicolasville, die zeitweise von der Kentucky Central Railroad betrieben worden war.
Die Strecke wurde zunächst von der Cincinnati Railroad betrieben. Am 12. Oktober 1881 wurde die Strecke für 25 Jahre an die Cincinnati, New Orleans and Texas Pacific Railway (CNO&TP) verpachtet. 1906 wurde der Vertrag auf weitere 60 Jahre und am 8. November 1927 auf 99 Jahre verlängert. Die CNO&TP gehört heute zum Norfolk Southern-Konzern.
Anfang der 1980er Jahre kam es zu Differenzen bezüglich der Höhe des Pachtentgeltes. In einer ab dem 1. Januar 1987 geltenden Regelung wurde das Pachtentgelt für 1987 auf 11 Millionen Dollar festgesetzt. Für die Folgejahre wurde das Pachtentgelt auf der Basis der Entwicklung des BIP-Deflators geregelt. Im Gegenzug erhält der Pächter die Option auf weitere 25 Jahre Nutzung bis zum 31. Dezember 2051.
Im Jahr 2008 wurden Pachteinnahmen von 17,25 Millionen Dollar im städtischen Haushalt verplant. Im Jahr 2011 wurden 19.709.868 Dollar eingenommen.
Am 21. November 2022 gab die Norfolk Southern bekannt, dass diese die Bahngesellschaft für 1,62 Milliarden Dollar erwerben will. Der Kauf wurde im März 2024 abgeschlossen. Der derzeitige Pachtvertrag endet 2026 und führte zuletzt zu rund 20 Millionen Dollar Einnahmen für die Stadt Cincinnati. Mit dem Verkauf der Bahngesellschaft sollen jährlich rund 55 Millionen Dollar erlöst werden. Entsprechend der gesetzlichen Vorgaben dienen die Einnahmen der Sanierung, Modernisierung oder dem Ersatz bestehender Infrastruktur.